# Manuel Carrasco (piłkarz)
Manuel Carrasco (ur. 27 stycznia 1894 w San Sebastián, zm. 12 marca 1935) – hiszpański piłkarz występujący na pozycji obrońcy, olimpijczyk. Wraz z Racing de Irún oraz Real Unión trzykrotnie zdobył Puchar Króla, w 1913, 1918 i 1924. Był również zawodnikiem Real Sociedad.
W 1920 zdobył srebrny medal na igrzyskach olimpijskich 1920 w Antwerpii. Nie wystąpił w żadnym spotkaniu.